# Agrilinellus antonioreyi
Agrilinellus antonioreyi är en skalbaggsart som beskrevs av Dellacasa, Dellacasa och Gordon 2008. Agrilinellus antonioreyi ingår i släktet Agrilinellus och familjen Aphodiidae. Inga underarter finns listade i Catalogue of Life.